# Makarios Tewfik
Makarios Tewfik (* 19. Mai 1945 in Kotna, Ägypten) ist emeritierter koptisch-katholischer Bischof von Ismayliah.

## Leben
Makarios Tewfik empfing am 10. September 1972 das Sakrament der Priesterweihe.
Am 23. Juni 1994 ernannte ihn Papst Johannes Paul II. zum Bischof von Ismayliah. Der koptisch-katholische Patriarch von Alexandria, Stephanos II. Ghattas CM, spendete ihm am 22. Juli desselben Jahres die Bischofsweihe; Mitkonsekratoren waren der emeritierte Bischof von Assiut, Youhanna Nueir OFM, der Bischof von Minya, Antonios Naguib, der Bischof von Assiut, Kyrillos Kamal William Samaan OFM und der Bischof von Luxor, Youhannes Ezzat Zakaria Badir sowie die Weihbischöfe in Alexandria, Youhanna Golta und Andraos Salama.
Mit der Bestätigung der Wahl seines Nachfolgers Daniel Lotfy Khella am 29. Juni 2019 trat er in den Ruhestand.